# 阪本亮一
阪本　亮一（さかもと りょういち、1937年 - 2020年）は、日本の営業コンサルタントである。

## 来歴
1937年大阪府大阪市生まれ、近畿大学理工学部卒業。地方公務員を経て、26歳で独立し、GEエアコン販売会社を設立し社長となる。1971年明治生命入社、連続20年優秀成績表彰受賞。現在は、営業コンサルタントとして利脳深耕研究所を主宰。またコミュニケーション力教育の専門家として、早稲田大学エクステンションセンターの社会人講座をはじめ多数の講師をつとめている。日本実戦話力検定協会理事長。
近年は、セミナーなどを通じた人材能力開発や東大阪市における画期的な製品開発に関するアドバイザーとして活躍をしていたが、2020年に亡くなったことが親族により発表された。

## 著書
- 人材力―ピケティを先取り、格差是正「人材、人財発想は時代遅だ」（2015年、日本デザインクリエーターズカンパニー、ISBN 9784890085286）
- 栄業学―人間性重視と文化復興の経営学（2012年、レベル、ISBN 9784903225364）
- 史上最強の飛び込みセールス（2007年、ぱる出版、ISBN 9784827203158）
- 成果が即上がる営業のコツ（2005年、PHP研究所、ISBN 9784827203158）
- 強い「能力」の鍛え方（2004年、プレジデント社、ISBN 4833418045）
- できる営業マンはお客と何を話しているのか（2000年、PHP研究所、ISBN 4569574777）

この他に自己啓発関係の著作が多数ある。